# Сумароков, Вениамин Михайлович
 Вениами́н Миха́йлович Сумаро́ков (12 декабря 1943, Белохолуницкий район, Кировская область — 29 декабря 2006, Киров) — советский и российский государственный деятель, народный депутат РСФСР, член Комитета Верховного Совета РФ по социальному развитию села, аграрным вопросам и продовольствию (1990—1993), полномочный представитель президента РФ в Кировской области (1991—1996), руководитель аппарата полномочного представителя президента РФ в Кировской области (1997—2000), Государственный советник РФ 2 класса (с февраля 1997).

## Биография
Коренной житель Кировской области, родился в дер. Сумароки Белохолуницкого района в семье крестьян. Отец — Михаил Захарович Сумароков, долгое время был председателем колхоза. Мать — Евдокия Яковлевна Сумарокова, доярка, разнорабочая. Кроме Вениамина, в семье было ещё 8 детей.
В. Сумароков испытал на себе все тяготы жизни в послевоенном селе, мужское население которого погибло на фронтах Великой Отечественной, остались только вдовы и дети. С 8 лет его, как и других малолеток, активно привлекали к работе в колхозе.
В 15 лет совмещал учёбу в вечерней школе и работу чертёжником Слободского городского коммунального хозяйства. После службы в армии и окончания Кировского сельскохозяйственного института работал инженером Слободского откормочного совхоза.
С 1981 по 1991 год возглавлял совхоз «Лекминский», за эти годы вывел хозяйство из кризиса в число передовых.
В 1990 г. избран народным депутатом РСФСР, активно участвовал в деятельности Комитета Верховного Совета РФ по социальному развитию села, аграрным вопросам и продовольствию. Член фракции «Демократическая Россия».
Во время августовского путча 1991 г. находился среди защитников Белого дома.
В 1991 г. получил статус полномочного представителя президента России в Кировской области.
С 1997 по 2000 г. — руководитель аппарата полномочного представителя президента России в Кировской области.
В 2001—2005 г.г. сотрудничал с газетами «Новый вариант» и «Вятский край» в качестве обозревателя.
Написал автобиографическую книгу «Раздумья», которая вышла в 2007 г., после его смерти.

### Семья
Жена — Нина Афанасьевна Сумарокова, сын, четверо внуков.

## Деятельность
На внеочередном съезде народных депутатов России в 1991 г. выступал в группе депутатов, предлагающих внести поправку в Постановление Съезда «О жертвах политических репрессий», предусматривающую наказание лиц, творивших произвол в стране (отклонена).
Позже, будучи уже в должности полномочного представителя президента РФ в Кировской области, активно боролся против коррупции в агропромышленном комплексе Кировской области. В частности, разоблачил «откатную» схему взаимоотношений председателей колхозов и переработчиков молока — «карманную» организацию ПТА «Молоко», созданную при Кировском молочном комбинате в середине 1990-х годов. Учредителями общества являлись Кировский молочный комбинат и его руководитель Сураев Василий Куприянович, а также председатели 113 колхозов, сдававшие молоко на переработку по демпинговым ценам исключительно КМК, за что они получали дивиденды.

Производилась простая манипуляция с бумагами, в результате чего появились итоговые цифры по работе ПТА «Молоко» за 1995 год: объём реализации продукции 8,8 млрд рублей и прибыль 875 млн рублей. 90 % прибыли, оставшейся от уплаты налогов и платежей в бюджет (из акта ревизии), направлено на распределение в виде дивидендов учредителям. Как следует из акта ревизии, цена продукции в результате «манипуляций» в ПТА в среднем возросла для покупателя на 27 % , а значит, деньги, 875 млн рублей, изъяты из кармана покупателей, тех самых, о благе которых так пекутся и Крестьянский Союз, в президиуме которого заседает В.Сураев, и лидеры и активисты Аграрной партии, те самые, которые получают дивиденды в ПТА «Молоко» тайком от своих коллективов. — Сумароков В. М. Черномырдину — зарплату Сураева // Вятский наблюдатель. — 1996. — 16 марта.
Сумароков активно ратовал за запрещение такого «сотрудничества» руководителей хозяйств, которое, по его мнению, приведёт к монополизации рынка молочных продуктов области и формированию сверхнизких закупочных цен, разоряющих и колхозы и колхозников. Прогноз, сделанный Вениамином Сумароковым в середине 1990-х, сбылся. В материалах «Аналитического отчет по результатам анализа состояния конкурентной среды на рынке сырого молока Кировской области» от 28.01.2011, подготовленного УФАС по Кировской области, отмечается доминирующее положение на рынке Кировского молочного комбината.
По мнению самого В. Сумарокова, благодаря своей антикоррупционной деятельности он нажил себе большое количество врагов как в председательском корпусе, так и в кругах губернатора Кировской области В. Сергеенкова, что стало причиной его ухода с должности полномочного представителя Президента РФ в Кировской области.

## Звания
Государственный советник РФ 2 класса.

## Награды
- Благодарность Президента Российской Федерации (12 августа 1996 года) — за активное участие в организации и проведении выборной кампании Президента Российской Федерации в 1996 году[2].

## Смерть
Ушел из жизни в результате инфаркта 29 декабря 2006 г. Официальные некрологи появились в СМИ только в январе 2007 г., после окончания Новогодних и Рождественских праздников, поэтому в некоторых источниках в качестве даты смерти указывается январь 2007 г.

## Наследие
Документы и личные вещи В. М. Сумарокова хранятся в Государственном архиве социально-политической истории Кировской области.
Будучи в должности полномочного представителя Президента РФ в Кировской области выступал в СМИ с хлёсткими, разоблачительными публикациями. После выхода на пенсию сотрудничал в качестве обозревателя с газетой «Новый вариант» (г. Киров), «Вятский край» (г. Киров).
Журналистские публикации
- Сумароков В. М. Слободские заготовители // Вятский наблюдатель. — 1996. — 16 февр.
- Сумароков В. М. Черномырдину — зарплату Сураева // Вятский наблюдатель. — 1996. — 15 апр.
- Сумароков В. М. Долго Карелия снилась… // Вятский край. — 2004. — 16 апр.
- Сумароков В. М. Речки моего детства… // Вятский край. — 2005. — 24 мая.

Книги
- Сумароков В. М. Раздумья. — Киров : Киров. обл. тип., 2007. — 208 с. ISBN 978-5-88186-748-5

Монография содержит как собственную биографию автора, так и ряд материалов, разоблачающих коррупцию в АПК Кировской области в середине 90-х годов XX века. Важной частью книги является программа по восстановлению сельскохозяйственных предприятий Кировской области, разработанная автором.

## Комментарии
1. ↑  Деревня Сумароки (Назара Шабалина) Белохолуницкого района ныне не существует[1].